# 福井康太
福井 康太（ふくい こうた、1967年9月 - 2024年10月2日）は、日本の法学者。博士（法学）。位階は従四位。
専門は、民事訴訟法・司法制度。大阪大学大学院法学研究科教授。

## 人物・経歴
- 福岡県立筑紫丘高等学校卒業[3]
- 1991年 - 九州大学法学部卒業
- 1995年 - 九州大学大学院法学研究科修士課程修了
- 1995年 - 日本学術振興会特別研究員（DC1）
- 1998年 - 九州大学大学院法学研究科博士課程修了（博士論文の題は『システムの法理論の現代的射程 : オートポイエシスの法理論の内在的克服を目指して』[4]）
- 1998年 - 山形大学人文学部講師
- 1999年 - 山形大学人文学部助教授
- 2002年 - 文部科学省在外研究員
- 2003年 - 大阪大学大学院法学研究科助教授
- 2007年 - 大阪大学大学院法学研究科准教授（職名変更）
- 2009年 - メルボルン大学ロースクール客員研究員
- 2011年 - 大阪大学大学院法学研究科教授
- 2024年 - 10月2日、死去した。57歳没[1]。死没日付をもって従四位に叙され、瑞宝小綬章を追贈された[5]。

2013年に行われた東京大学教授の安冨歩との対談の中で、特定秘密保護法案に関して「気骨のある官僚にプレッシャーをかける悪法」と論じた。

## 所属学会
- 日本法社会学会
- 日本法哲学会
- 仲裁ADR法学会
- 司法アクセス学会

## 著書
- 『法理論のルーマン』（単著、勁草書房、2002年）
- 『はじめての法学』（共著編、成文堂、2005年）
- 『法理論の再興』（共訳、成文堂、2015年）